# Меньков Михайло Іванович
Миха́йло Іва́нович Менько́в (15 вересня 1885, Вільно, Російська імперія — 1926, Ялта, СРСР) — російський художник, фотограф. Діяч російського авангарду, найближчий помічник Казимира Малевича періоду товариства «Супремус».

## Біографія
Михайло Меньков народився 15 вересня 1885 року у Вільно. Закінчив Двінське реальне училище
.
1907 року вперше здавав іспити в Московське училище живопису, скульптури та архітектури (МУЖСА), але вступити не зміг. Лише через п'ять років, в 1912 році, вступив на скульптурне відділення МУЖСА і потім клопотав про перехід на архітектурне відділення.
Восени 1914 року Меньков полишив художнє училище і поїхав до сім'ї до міста Острог Волинської губернії. 1915 року у зв'язку з мобілізацією в умовах Першої світової війни був прийнятий до військового училища.
Починаючи з 1915 року брав участь майже у всіх проектах Казимира Малевича і був його своєрідною «тінню». Надія Удальцова, соратниця обох по товариству Супремус, зневажала Менькова і вважала «повною нездарою». Наслідування Малевичу позначилося не лише на малярстві Менькова, але й на декларативних заявах.
Відомі дві декларації Менькова. Першу опубліковано листівкою, яку поширювали на виставці «0,10»:
|  | Будь-яке мистецтво цінне своєю творчістю, повторювати побачене недолік мистецтва. Фарба повинна жити і говорити за себе. Дотепер чистого живопису не було, було копіювання натури і думки. Оригінальний текст (рос.) Всякое искусство ценно своим творчеством, повторять видимое недостаток искусства. Краска должна жить и говорить за себя. До сих пор чистой живописи не было, была копировка натуры и мысли. |

Другу декларацію опубліковано в каталозі Х Державної виставки «Безпредметна творчість і супрематизм». Після смерті Ольги Розанової Меньков слідом за Малевичем виступив послідовником кольоропису:
|  | Не треба дивитися на картину із заздалегідь поставивши собі за мету отримати від неї певне враження. Барвиста поверхня її дасть вам зорове відчуття, яке на перший погляд ледве вловиме. Більшого вимагати не можна. Коли ж ви витончите смак свій до барвистої поверхні, тоді насолода нею стане для вас більш певною. Оригінальний текст (рос.) Не нужно смотреть на картину с заранее поставленной себе целью получить от неё определённое впечатление. Красочная поверхность её даст вам зрительное ощущение, которое на первый взгляд едва уловимо. Большего требовать нельзя. Когда же вы изощрите вкус свой к красочной поверхности, тогда наслаждение ею станет для вас более определённым |

Від Михайла Менькова залишилася дуже невелика кількість картин. Настільки мала продуктивність могла бути пов'язана з його роботою фотографом, яка, швидше за все, була для нього не мистецтвом, а ремеслом, зароблянням на життя.
У футурдрамі Олексія Кручених «Гли-Гли» Меньков був виведений у ролі персонажа під справжнім ім'ям і розмовляв зарозумілими віршами Кручених. Ілюстратор книги Кручених Варвара Степанова змогла відбити в епізоді з Менькова характер його безпредметності.
Після Жовтневого перевороту Михайло Меньков увійшов у Художньо-будівельний підвідділ Народного комісаріату просвіти, який очолював Малевич, і, ймовірно, був неофіційним асистентом у майстерні Малевича в  Державних вільних художніх майстернях.
Як фотограф Меньков допомагав Малевичу в практичних справах з видання журналу «Супремус». Разом зі своєю дружиною, власницею фотографічного ательє в Москві Терезою Соломоновною Левінсон, Меньков зробив знімки картин всіх членів Супремусу для репродукування в журналі.
У 1921 році Михайло Меньков в зв'язку з туберкульозом, який розвивався, поїхав до Ялти, звідки вже не повернувся. Помер в 1926 році.

## Участь у виставках
- 1915 — «Остання футуристична виставка картин «0,10»», Москва[5]
- 1918 — 1-ша виставка картин професійної спілки художників[5]
- 1919 — 8-ма державна виставка, Москва[5]
- 1919 — 10-та державна виставка «Безпредметна творчість і супрематизм», Москва[5]
- 1919 — 3-тя виставка картин, Рязань[5]

## Галерея

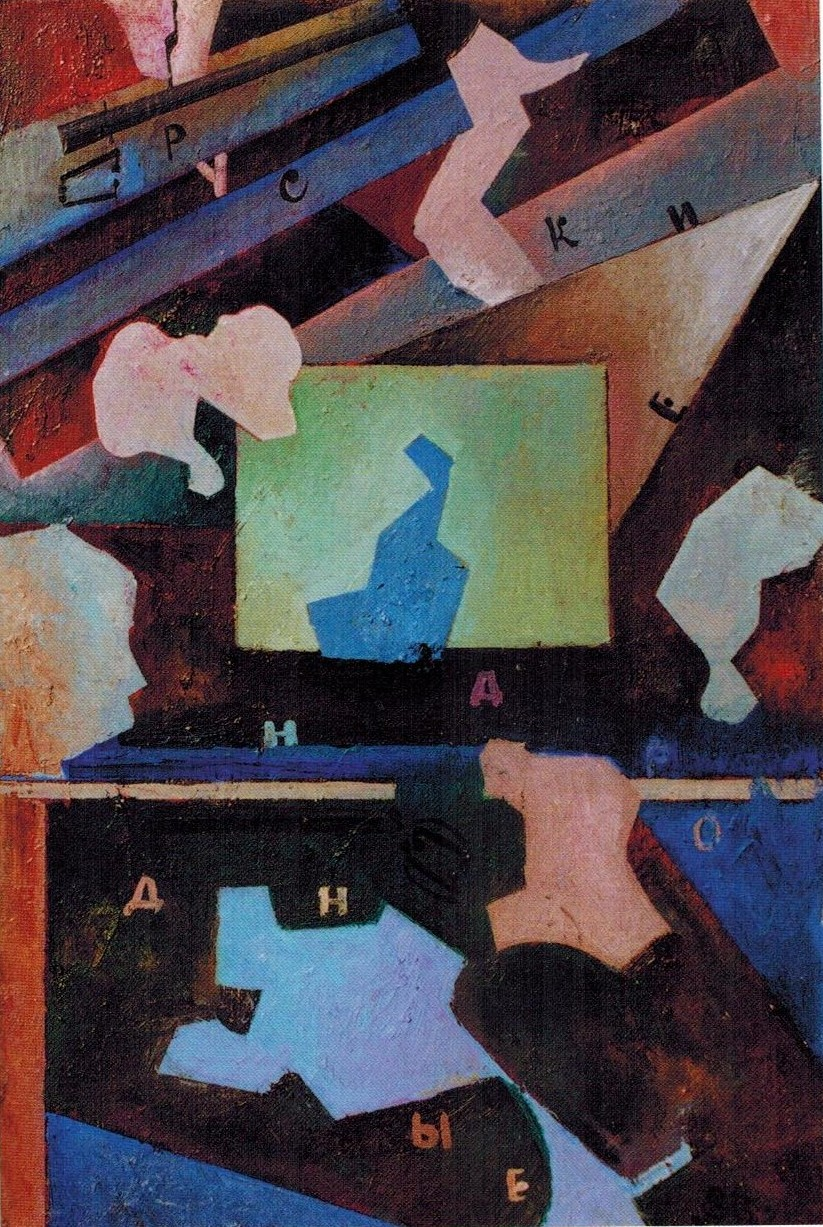
«Російські народні…» Середина 1910-х. Х., м. Галерея «Универсал Арт», Москва
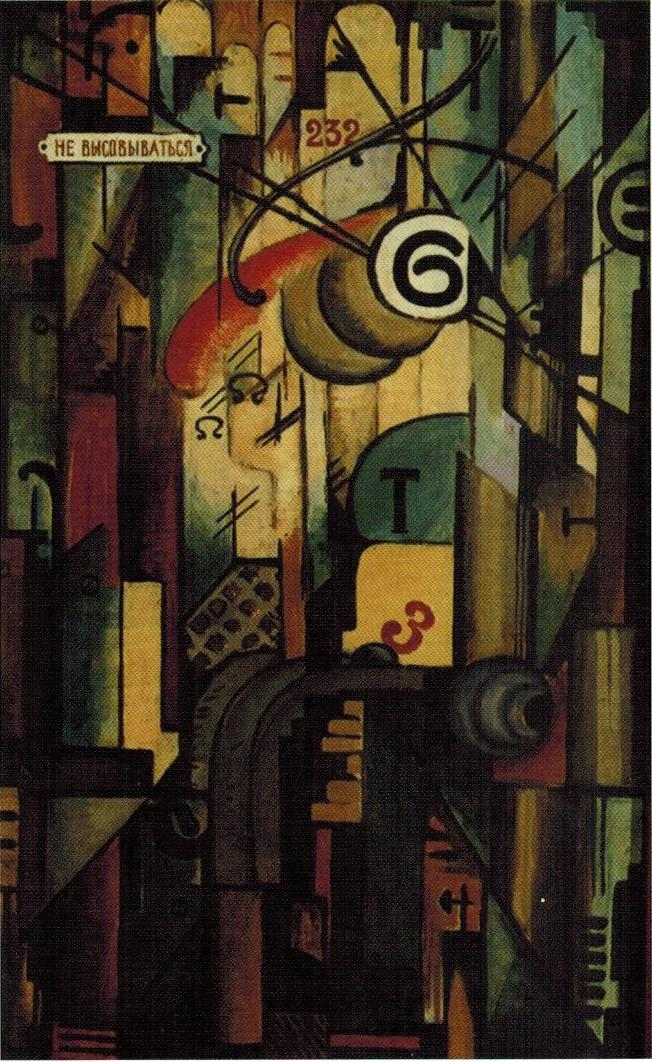
Кубізм (Трамвай № 6). 1914. Х., м. Самарський художній музей
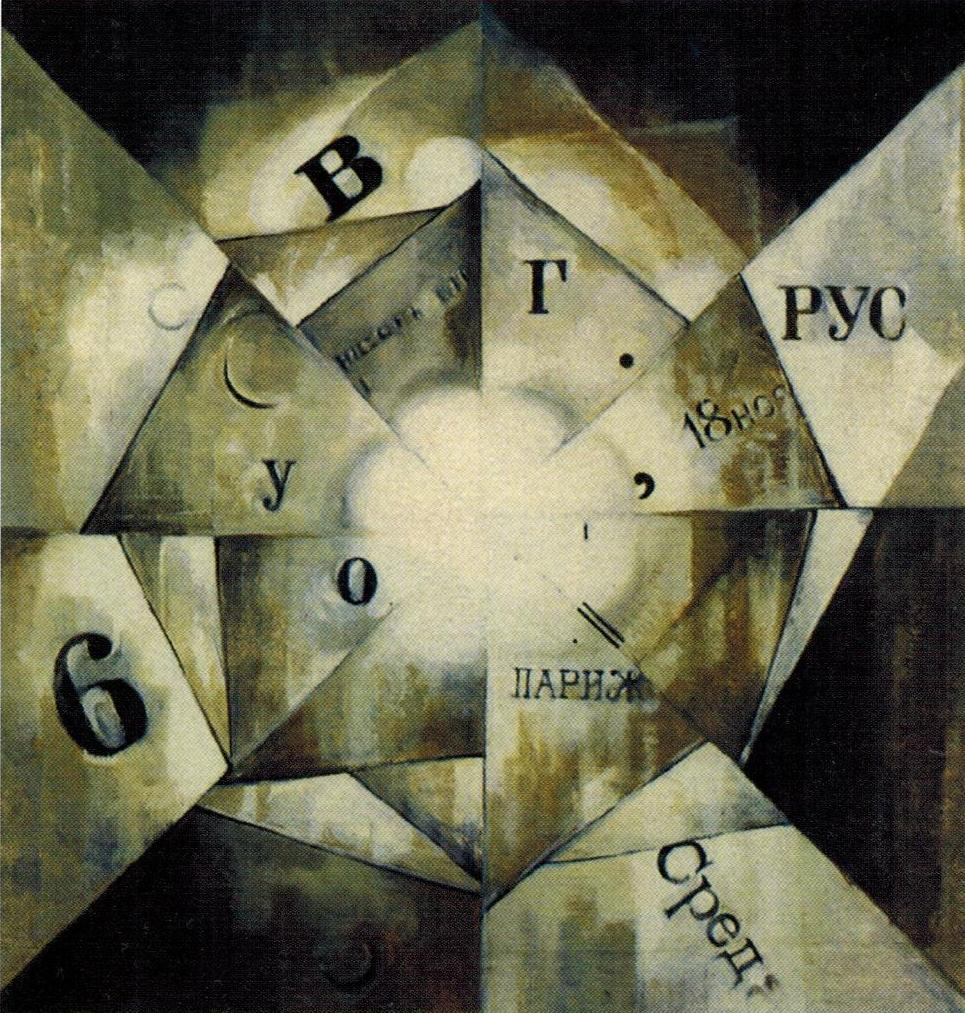
Газета. 1915. Х., м. Ульяновський художній музей
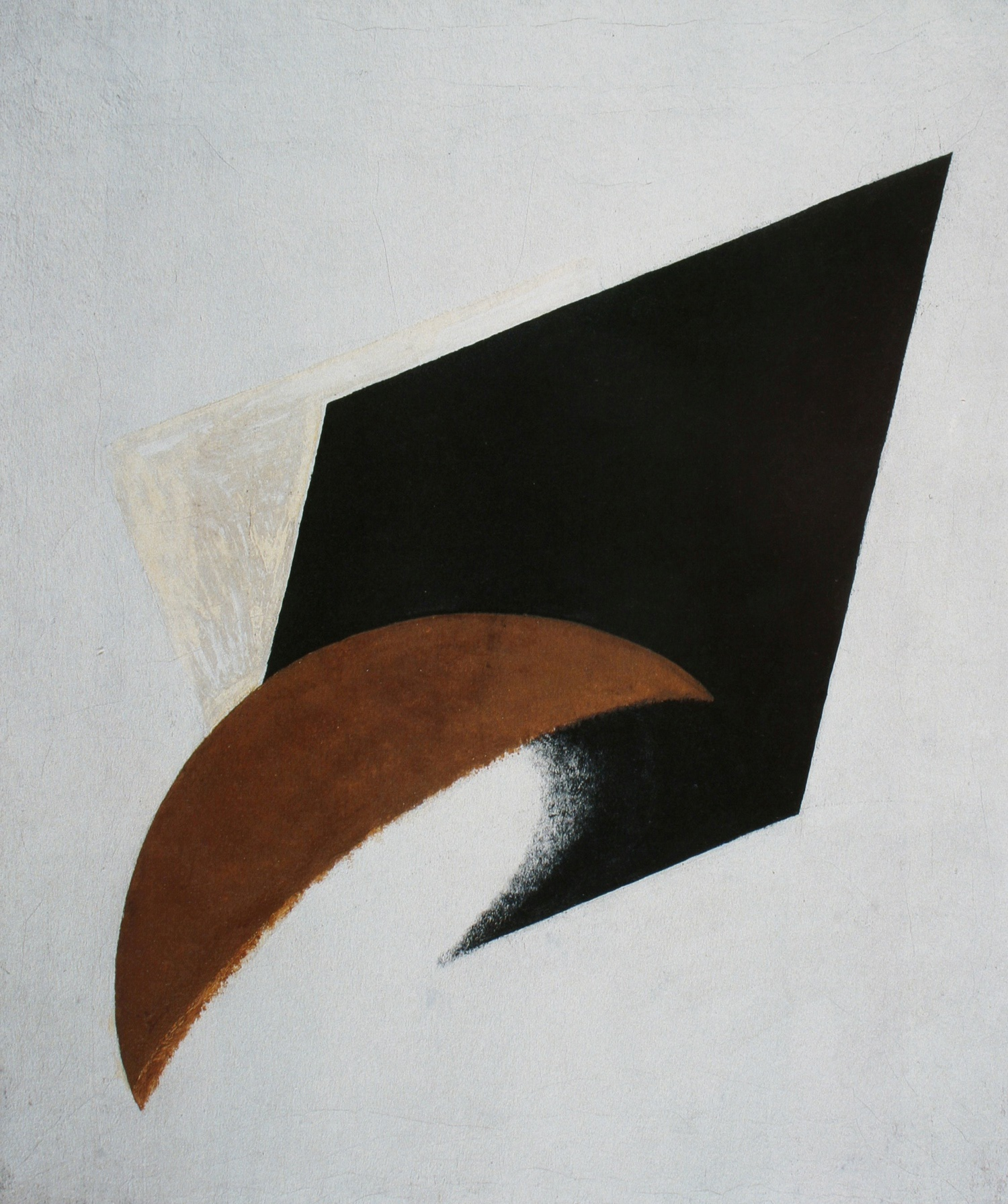
Безпредметне. 1919. Х., м. Краснодарський крайовий художній музей імені Ф. Я. Коваленка

## Місце перебування картин
- Самарський художній музей[5]
- Музей сучасного образотворчого мистецтва імені А. О. Пластова (Ульяновск)[5]
- Краснодарський крайовий художній музей імені Ф. Я. Коваленка[5]